# Samsung Galaxy Tab 2
Galaxy Tab 2 é um tablet da fabricante sul-coreana Samsung, lançado no Brasil em maio de 2012, é o sucessor do Samsung Galaxy Tab.
O tablet está disponível em 3 versões, de 7, 8 e de 10.1 polegadas. Ele possui como sistema operacional o Android 4.0 Ice Cream Sandwich, um processador Dual Core (com dois núcleos), com velocidade de 1GHz, e uma interface TouchWiz 4.